# روزا أغيلار
روزا أغيلار (بالإسبانية: Rosa Aguilar )‏ (و. 1957  م) هي سياسية إسبانية، ولدت في قرطبة، هي عضوةٌ الحزب الشيوعي الإسباني، وحزب العمال الاشتراكي الإسباني، هي عضوةٌ في الجمعية البرلمانية لمجلس أوروبا.

## مناصب
تولت منصب عضو مجلس النواب الإسباني ‏ (30 نوفمبر 2011–18 يونيو 2015)
- عضو مجلس النواب الإسباني  [لغات أخرى]‏ (21 مارس 1996–5 أبريل 2000)[5]
- عضو مجلس النواب الإسباني  [لغات أخرى]‏ (24 يونيو 1993–27 مارس 1996)[6]
- عضو برلمان أندلوسيا
- عمدة قرطبة.

## التعليم
تعلمت في جامعة إشبيلية.

## جوائز
حصلت على جوائز منها:
- الصليب الأعظم لنيشان كارلوس الثالث
- الصليب الأعظم للنيشان المدني لألفونسو العاشر الحكيم.